# 長音符
長音符（ちょうおんぷ）、長音符号（ちょうおんふごう）、長音記号（ちょうおんきごう）または音引き（おんびき）は、「ー」のように書き表される、日本語の記号（約物）のひとつ。棒引き（ぼうびき）ともいう。また、俗に伸ばし棒（のばしぼう）とも呼ばれる。漢字JISにおける名前は、KATAKANA-HIRAGANA PROLONGED SOUND MARK である。
仮名とともに使われ、直前の仮名で表されるモーラに1モーラ（長音）を加え、直前の仮名の母音をふつうの倍の2モーラにのばすことを表す。その場合、音素の一つとして直前の字と共に一つの音節を構成し、直前の字の母音は長母音となる（ただし、直前の仮名が「ん」の場合は、んを2モーラにのばす）。
その使用を巡っては、特にカタカナ・ローマ字への音写において激しい表記揺れが発生しており、日本人の間でも表記が合致しないことが多い。

## 長音の表記方法と長音符

### カタカナ表記
長音符は主にカタカナで外来語（例：テーブル）や擬音・擬態語（例：ニャーン、シーッ）の長音を表記する場合に使われる。現代の日本語の表記では外来語や擬音・擬態語以外でカタカナを使う場合は限られているが、外来語や擬音・擬態語以外では、カタカナ表記であっても原則として長音符は使わず、下記の平仮名と同様の方法で長音を表す（例：シイタケ、フウトウカズラ、セイウチ、ホウセンカ、オオバコ）。ただし俗な用法としてヒコーキ、ケータイなどのように長音符を使う場合がある。

### 平仮名表記
平仮名では通常、長音符は使われず、現代仮名遣いに基づいた別の方法で長音を表す（例：かあさん、にいさん、すうじ、ねえさん、けいさん、とうさん、そのとおり）。ただし俗な用法として感動詞（例：「ああ」の代わりに「あー」、ありゃー）、擬音・擬態語（例：どすーん、そーっ、あーん）や方言・俗語（例：てめー、あぶねーっ!、あちー）、語調の強調による長呼（例：ながーい、よーく、たかーい）の表記などに平仮名でも長音符が使われることがあり、特に漫画の書き文字に多用される。

#### 振り仮名の場合
2022年1月11日に通知された、「公用文作成の考え方」（公用文作成の要領の改訂版）では、片仮名で表記されている人名、地名、外来語の長音に平仮名で振り仮名を付ける必要があるような場合には、便宜的に長音符号をそのまま用いてよいとし、次の例を挙げている。
- リチャード（りちゃーど）
- メアリー（めありー）
- デンマーク（でんまーく）
- ポーランド（ぽーらんど）
- サービス（さーびす）
- テーマ（てーま）
  - （注）括弧内の平仮名は外来語の上に付されるべき振り仮名の表記である。

### 漢字音の振り仮名
漢字音を示す振り仮名の場合、現代的な中国語などの発音にはカタカナ表記で長音符を使うが、それとは別の日本漢字音にはカタカナ表記、平仮名表記のいずれの場合も原則として長音符は使わず、上記の現代かな遣いにもとづいた方法で長音を表す。

### ローマ字における表記
イ段、エ段の長音はヘボン式ではそれぞれ “ii, ei” と表記し、訓令式ではサーカムフレックスを用い表記する。
ア段、ウ段、オ段の長音の表記はいくつかある。例として「東京」のローマ字表記を挙げる。このうち、2.と4.（大文字のみ）が内閣告示における公式の表記であるが、他の表記も広く使われている。
1. 母音字の上にマクロン（横棒）をつける（ヘボン式）。 例：Tōkyō
  - 駅名・地名の表記にはこの表記が多く使われる。
  - 多くのコンピューター環境で入力が極めて面倒である。各種ウェブサービスのID名など、そもそも対応していないことも多い。例としてmacOSでは、「Option + I」を押した後に、A, I, U, E, Oキーを押す。
  - 現代仮名遣いと相違点が大きい（1900年代に考案されるも頓挫した棒引き仮名遣いに近い）[6]。
  - 美濃（みのう）と箕面（みのお）が両者ともMinōとなるなど、長音記号があっても区別できない語が存在する（後述）。
2. 母音字の上にサーカムフレックス（山形）をつける（いわゆる訓令式）。 例：Tôkyô
  - 各種公式規格では一般的な記法だが、固有名詞に訓令式を使うこと自体が珍しい。
  - 長音記号式のため前項同様の問題がある。
3. 長音を無視する。 例：Tokyo
  - 特殊記号を用いない表記として一般的であり、ヘボン式からマクロンを除いたものは道路標識や駅名表示、ドメイン名をはじめとし、公的機関による外国人向け案内などにも使用され、使用例は枚挙に暇がない。1.のような長音を表記した案内表示を、更新時に長音を無視したものに変更する例も見られる（東京メトロなど）。パスポートの「ヘボン式」による氏名表記には原則としてこの手段によることが求められる。
  - 通常音との区別がつかないため、日本語の正確な発音の情報は失われ、誤読や混同に繋がる。例：「ほこ」（矛）・「ほうこ」（宝庫）・「ほこう」（歩行）・「ほうこう」（方向）は、1.の記法ではそれぞれhoko・hōko・hokō・hōkōとして区別可能だが、この記法ではいずれもhokoとなり、区別がつかない。
4. 同じ母音字を続けて書く（代書法、JSLローマ字）。大文字の場合は、これが内閣告示における公式の書き方の一つである。 例：Tookyoo、TOOKYOO
  - 特殊記号を用いずに長短の弁別が可能で簡便であるが、あまり普及していない。つづりが長くなることや切る位置がわからない場合があること（例：soooo（相応））や、“oo” は英語では「ウー」と読まれることが多いため、soooo(相応)はスー、Tookyoo(東京)だとトゥーキューと誤読されてしまうという問題がある。
  - 現代仮名遣いとの差異が大きい。
  - 文字が連続することについての読みやすさ、審美性の問題がある[7]。
5. hを母音字に後続させる。 例：Tohkyoh
  - ドイツ語表記風でもあり、パスポート用のローマ字に許された綴り方の一つ。後に母音や"y"が続く場合、は行との混同を避けるためハイフンかアポストロフィーを入れるのが望ましい。例：choh-on, choh'on（長音）
  - 固有名詞のオ段長音に限ってはよく見られる（ローマ字#野球選手式長母音参照）。それ以外の場合には他の方法によるのが一般的である。
  - 大阪府箕面市は、「箕面」の公式ローマ字表記を「Minoh」としている[8]。
6. 現代仮名遣いをそのままローマ字に綴る。 例：Toukyou
  - 非標準的な表記であるが、現代仮名遣いと似ており直観的で使いやすく、コンピュータのローマ字入力と同じ方式でもあることから、コンピュータの普及とともに多用される傾向にある。
  - 99式はこれを体系化したものであるが、世間で一般的なヘボン式でなく訓令式がベースである。
  - 英語話者にアウ、フランス語話者にウに近い発音がされる可能性がある[9][10]。
  - 母音が連続する場合、適切に区切らないとそれが仮名遣いによるものなのか長音を表しているのかが不明瞭になり、Ouu(奥羽)はオウーと誤読されてしまうという問題がある。
7. 母音字の後にハイフン（-）を書く。 例：To-kyo-
  - 非標準的な表記で、日本語入力不可能なチャットなどを除いて珍しい表記だが、ごく稀に正式名称として使われることもある[注釈 1]。ハイフンが長音符と似ているため誤用されることもある。語尾の長音のみ省略してTo-kyoのように表記する場合もある。

日本語の発音をローマ字で表記したうえで伝えたい場合は、規格として定められた1.あるいは2.の方法の手段を取ることが無難であるが、上記の入力の困難さゆえ、別方式が使われることが非常に多い。またTOKOU STORE（東光ストア）のようにいずれにも当てはまらない事例もある。

## 波型などの変形表現手法

### 複数の長音符による長さの表現
長音符を複数続けて長さを表現することがある。また、楽譜では伸ばしている音符の歌詞に「ー」を書き続けることで表現することがある。
例
- きゃーーーーーーーーー!!
- らーらーーらー

### 波ダッシュ
くだけた表現やより長い音を表すため、波型の長音符を使用する事もある。この場合、波ダッシュ「〜」や波型の長音符「〰」の二つが使われる。
例
- 波ダッシュ「わ〜い」
- 波型の長音符「わ〰〰い」
- チルダ「~いつも~」

### ループ
変形を行い、ループした形状の長音が使用されることもある。
例
- みんなぁ➰（➰: U+27B0）
- 昔から➿（➿: U+27BF）

### 矢印
矢印を用いた「→」や、気分や音調を加えた「⤴」や「⤵」が使用されることもある。
例
- 矢印「キタ→」
- 上昇調矢印「おめでと⤴」
- 下降調矢印「おわった⤵」

## 長音符の仮名への置き換えルール
日本語文字列照合順番（JIS X 4061-1996）は、辞書などでソートを行う場合に、文字の並び順を規定した国家規格であるが、この規格では、長音符を仮名にする場合のルールとして直前の文字の小書き文字を通常の文字に直し、濁音、半濁音を除き、長音符を次の文字に置き換えるとしている。
| 前の文字             | 長音の置き換え文字 |
| -------------------- | ------------------ |
| あかさたなはまやらわ | あ                 |
| いきしちにひみりゐ   | い                 |
| うくすつぬふむゆる   | う                 |
| えけせてねへめれゑ   | え                 |
| おこそとのほもよろを | お                 |
| ん                   | ん                 |

- 直前の文字が長音符の場合は置き換え後の文字で置き換える。

## 長音符の歴史
長音符は外国語を表すのに使われたのが始まりといわれ、江戸の儒学者なども使っていたが、明治時代に一般的となった。引く音の「引」の右側の旁（つくり）から取られたという説がある。
1900年（明治33年）、小学校令施行規則によって小学校の教科書に棒引き仮名遣いを使うことが定められた。これは漢字音や感動詞の長音を「ー」を使って表すというもので、「校長」を「こーちょー」、「ああ」を「あー」、「いいえ」を「いーえ」とするような仮名遣いであった。しかし、1908年（明治41年）に文部省令で廃止された。

## 長音符に関わる諸事項
- 五十音順: なし。
- いろは順: なし。
- 片仮名「ー」の字形: 「引」の旁（縦書き）

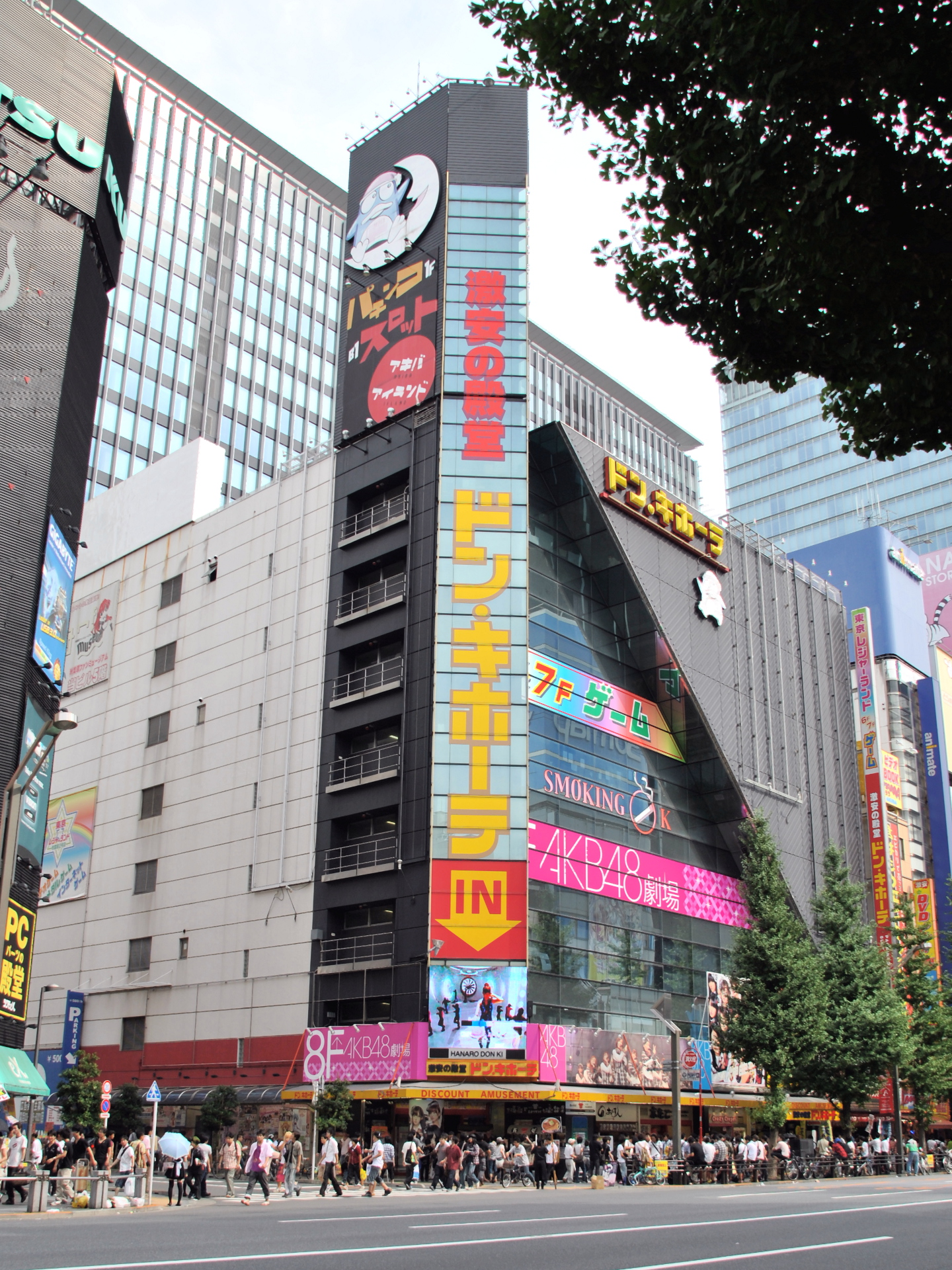
横書きの長音と縦書き長音の両者が使われている実例。中央の縦書き看板と右側面の横書き看板ではドン・キホーテの長音の表記が異なる。

  - 日本語の縦書き表記の中で長音を使う際には、90度回転させた形で表記する（歴史的な経緯からすると、まず縦書きの長音符が成立し、後にこれを90度回転させることにより横書きの「ー」が成立した）。日本語の中で縦書きと横書きで字形が変わる記号（約物）は、長音符以外にも、括弧類（「、｛）リーダー（‥、…）、波ダッシュ(〜)などいくつもある。
- 英語の語末の-er, -or, -arなどに当たるものは、原則としてア列の長音とし長音符号「ー」を用いて書き表す。ただし、慣用に応じて「ー」を省くことができる（後述）
- 英語の習慣に影響され、本来は長音符を用いなければならない場合にも省略して表記する事例がしばしば見られる（例：人名ユーリイまたはユーリー→ユーリ）。また、必ずしも原語の発音に忠実でない長音符の使い方が慣用的に定着していることもある（シュレースヴィヒ→シュレスヴィヒ。スタリングラート→スターリングラード）。
- 外国語の原語で長音になる部分には日本語でも長音符をあてがうのが原則であるが、異なる位置に挿入されている事例がしばしば見られる（例：ドイツ語の人名エリーザベト→エリザベート、ウラジーミル→ウラジミール、インペラートル→インペラトール[注釈 2]、カーブル→カブール）。
- ただし上記の2項目（長音符の省略および位置相違）については、第二次世界大戦後、外来語を和訳することなくカナ転写することがより一般化してゆく過程において、（外来語をまだ発音し慣れない当時の日本人に即して）故意にそうしていた場合も含まれる。
- 東スラヴ語群のカタカナ転写では、原語アクセント位置に長音符を用いる場合がある。しかし、西スラヴ語群では原則アクセント位置を表すために長音符は用いないという規則が岩波書店他の出版社の書物で採用されている（例：ロシア語→グロームかグロム。ポーランド語→必ずグロム。原語発音はどちらも同じグローム）。
- 非標準的な使用の様々な方法の一例として、音楽の歌詞では、ひとつのモーラが2つ以上の音符に当たるとき、2つめ以降の音符に長音符をつけることがある。
- 漢数字の「一」（壱、いち）は長音符と紛らわしいため、字幕などでしばしばルビが振られる。

## 語末長音符の省略
外来語、特に語末が -er, -or, -ar, -y などで終わる英単語由来のものについて、語末の長音符が省略される場合がある。省略の対象とする単語や、統一的に省略するかどうかは各分野の慣わしや個人の流儀による。

### 内閣告示
1991年の内閣告示「外来語の表記（平成3.6.28 内閣告示第2号）」は、「原則として長音符を用いて書き表すが、慣用に応じて長音符を省くことができる」としている。次の二つの例を示している。
- （原則）エレベーター　　、（慣用に応じて） エレベータ
- （原則）コンピューター　、（慣用に応じて） コンピュータ

### 公用文作成の考え方
2022年1月11日に通知された、「公用文作成の考え方」（公用文作成の要領の改訂版）では、1991年の「外来語の表記（平成3.6.28 内閣告示第2号）」における「慣用に応じて長音符を省くことができる」との規定を設けていない。このため、コンピューター（computer） エレベーター（elevator）のみが例示されており、（慣用に応じて） エレベータ、（慣用に応じて） コンピュータの例示はなされていない。また、「-ty、-ry など、y で終わる語も長音符号を用いて書く」と明示している。

### JIS規格
産業界は日本工業標準調査会（JISC）の「外来語の表記に語尾の長音符号を省く場合の原則」に基づいて長音符を省略することが多かった。
「規格票の様式及び作成方法の規格（JISZ8301）」の2008年版までは、一定の基準（例えば、「3音以上の場合には、語尾に長音符を付けない」など）によって長音符を付ける・付けないを定めていた。長音符を省略する理由は、当時の活字などの印刷コスト、紙面や画面上の表示スペース、記憶装置などの節約と言われている。
しかし現在の日本産業規格　JIS8301の2019年版（2019年7月22日改正）では、長音符を省略するとした基準そのものを廃止し、単に「外来語の表記は，主として“外来語の表記（平成3.6.28 内閣告示第2号）”による。」として内閣告示に完全に準拠することとした。

### テクニカルコミュニケーター協会
（財）テクニカルコミュニケーター協会の「外来語（カタカナ）表記ガイドライン（第3版、2015年8月制定）」では、 -er, -or, -ar, -y には原則として長音符を付けることとしている。この例外は次の通り。
- 語尾の母音の直前に、強勢（ストレス）のある別の母音がある場合、それをカタカナで表記したときは語尾の母音には長音符号を付けないで表記する。例：ウエア（wear）

なお、このガイドラインには、16ページの「表記と原語の一覧」が附属している。

### 日本翻訳連盟
一般社団法人　日本翻訳連盟は、その日本語標準スタイルガイド(翻訳用）において、カタカナ語の末尾の長音は原則として省略しないこと、長音表記のルールについては上記の『外来語（カタカナ）表記ガイドライン第3版』（テクニカルコミュニケーター協会、2015年）に従うこととしている。

### 実態
現状では、政府、官庁、関連企業、マスコミ、教科用図書（教科書など）などの対応は分かれている。法令、官公庁の公文書、国会の議事録などでは長音符を省略する場合が多く、一般向けのマスコミや教科書などでは長音符を記載する場合が多いが、それぞれ反対の場合も混在の場合もある。例として、航空自衛隊が「ヘリコプター」と表記した同一機種を、メーカーの三菱重工が「ヘリコプタ」と表記している。
工学分野では、外来語の最後の長音符を記載しない慣習もあり、分野・時期・企業などにより対応が分かれており、表記ゆれがある（例：カテゴリとカテゴリー、ユーザとユーザー、プリンタとプリンター、コンピュータとコンピューター、サーバとサーバー、など）。
またコンピュータ業界では対応がほぼ二分されており、伝統的な国内メーカーは長音符の省略が多いが、新興国内メーカーでは「マウスコンピューター」のように社名そのものに長音符が付いている例もある。海外勢のIBMやインテルなどは従来より長音符を表記しており、HPやマイクロソフトは2008年7月25日に、「長音符を省略する記法」から「長音符を表記する記法」に変更した（サーバ#表記揺れも参照）。ただし、「アクセサリ」「カテゴリ」のように「イ」列で終わる語には長音符は付けないこととしている。

## 文字コード
| 記号 | Unicode | JIS X 0213 | 文字参照          | 名称              |
| ---- | ------- | ---------- | ----------------- | ----------------- |
| ー   | U+30FC  | 1-1-28     | &#x30FC; &#12540; | 長音記号          |
| ｰ    | U+FF70  | 1-1-28     | &#xFF70; &#65392; | 長音記号（半角）  |
| 〜   | U+301C  | 1-1-33     | &#x301C; &#12316; | 波ダッシュ        |
| 〰   | U+3030  | 1-1-33     | &#x3030; &#12336; | WAVY DASH         |
| ⌇    | U+2307  | 1-1-33     | &#x2307; &#8967;  | WAVY LINE         |
| ➰   | U+27B0  | -          | &#x27B0; &#10160; | CURLY LOOP        |
| ➿   | U+27BF  | -          | &#x27BF; &#10175; | DOUBLE CURLY LOOP |

### 点字
点字では長音符を次のように表す。

### モールス符号
モールス符号では長音符を次のように表す。
・－－・－